# ŽSSK 861 sorozat
A ŽSSK 861 sorozat egy szlovák elővárosi forgalmú, háromszekciós dízelmotorvonat-sorozat. Szlovákiában, Ruttkán gyártja a ŽOS Vrútky. Becenevük Húsenica, azaz hernyó. A ŽSSK részére 2011 és 2015 között 30 motorvonat készült. A járművek 140 km/h végsebességre engedélyezettek, 317 utas befogadására alkalmasak.
2017-ben újabb 21 jármű legyártására kötött szerződést a ŽSSK a ŽOS Vrútkyval, amelynek értelmében 7 darab háromrészes, a jelenleg meglévőkkel megegyező, illetve további 14 darab rövidebb, kétrészes motorvonatokat gyártanak. Ezek várhatóan 2018-ban állhatnak forgalomba.

## Viszonylatok
Az alábbi viszonylatokon közlekednek jellemzően:
- Érsekújvár–Privigye
- Újvároska–Garamkovácsi (Újvároska és Sarlókajsza között)
- Kassa–Tiszacsernyő (Kassa és Tőketerebes között)
- Alsómihályi–Łupkow (Tőketerebes és Mezőlaborc között)
- Eperjes–Homonna
- Homonna–Takcsány
- Eperjes–Bártfa

Az új motorvonatok tervezett viszonylatai (a jelenlegieken felül):
- Zólyom–Ruttka
- Zólyom–Fülek

## Galéria

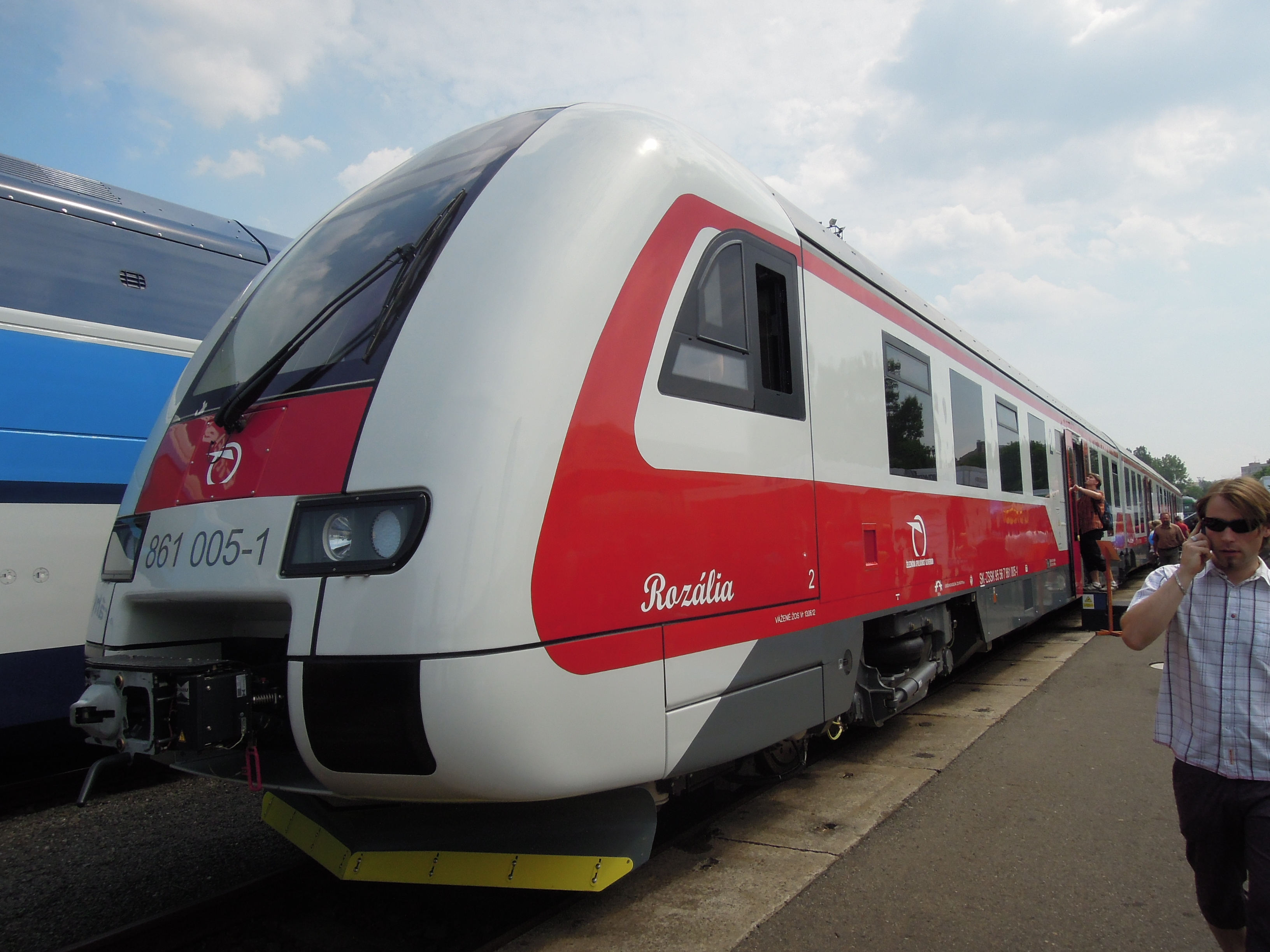
Húsenica (hernyó) a 2012-es Czech Raildays-en
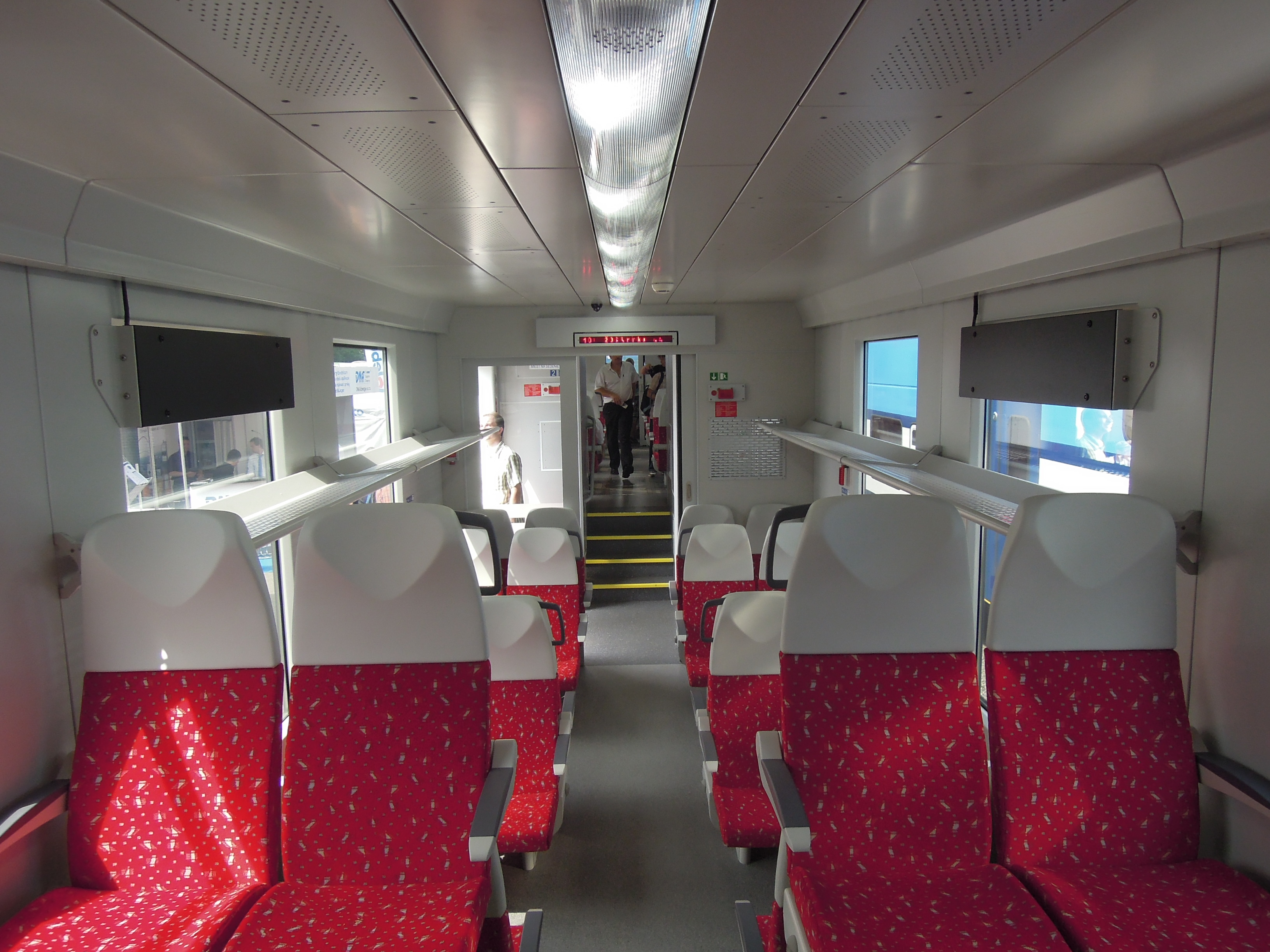
A 861-es utastere
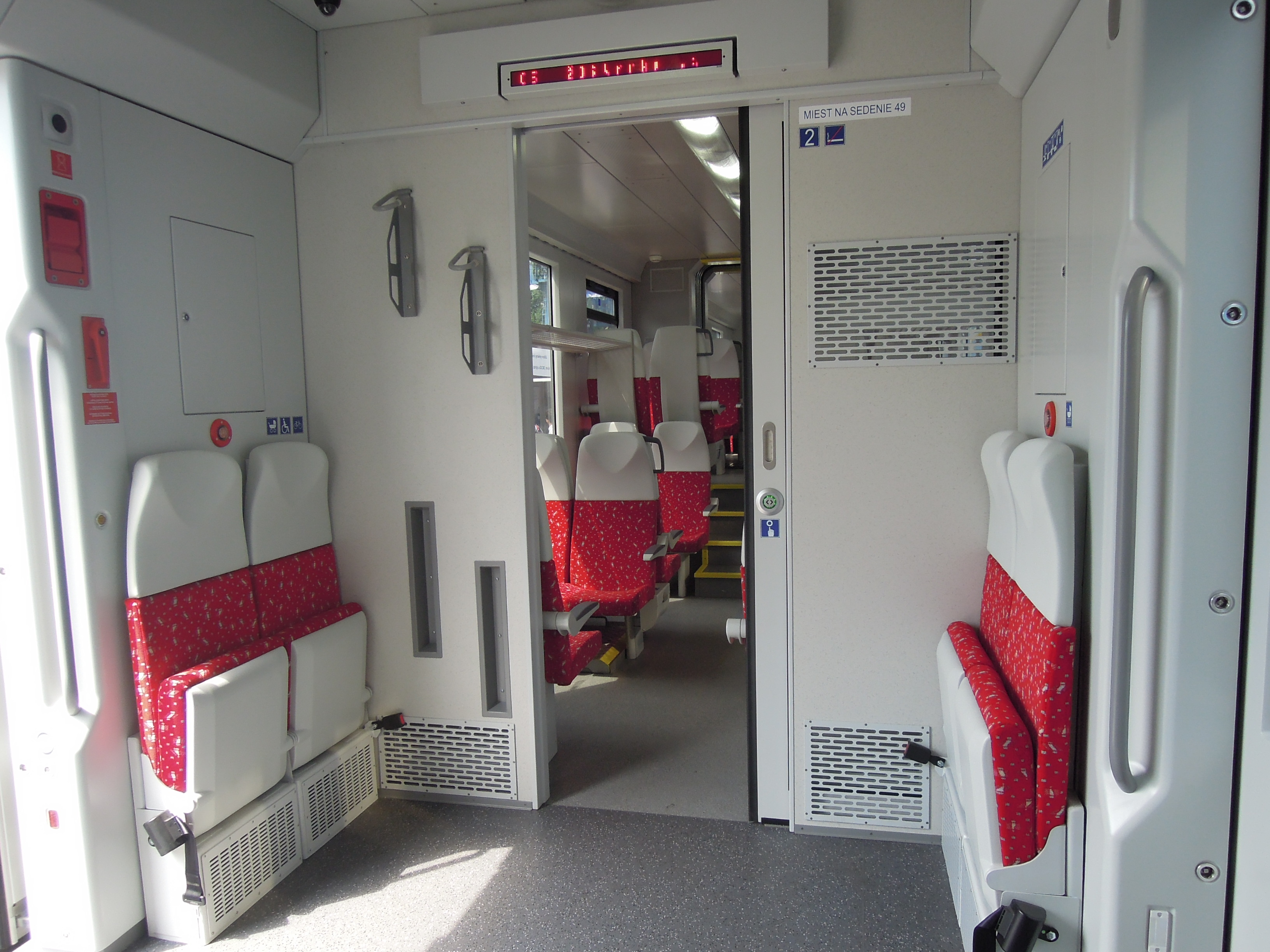
A 861-es utastere
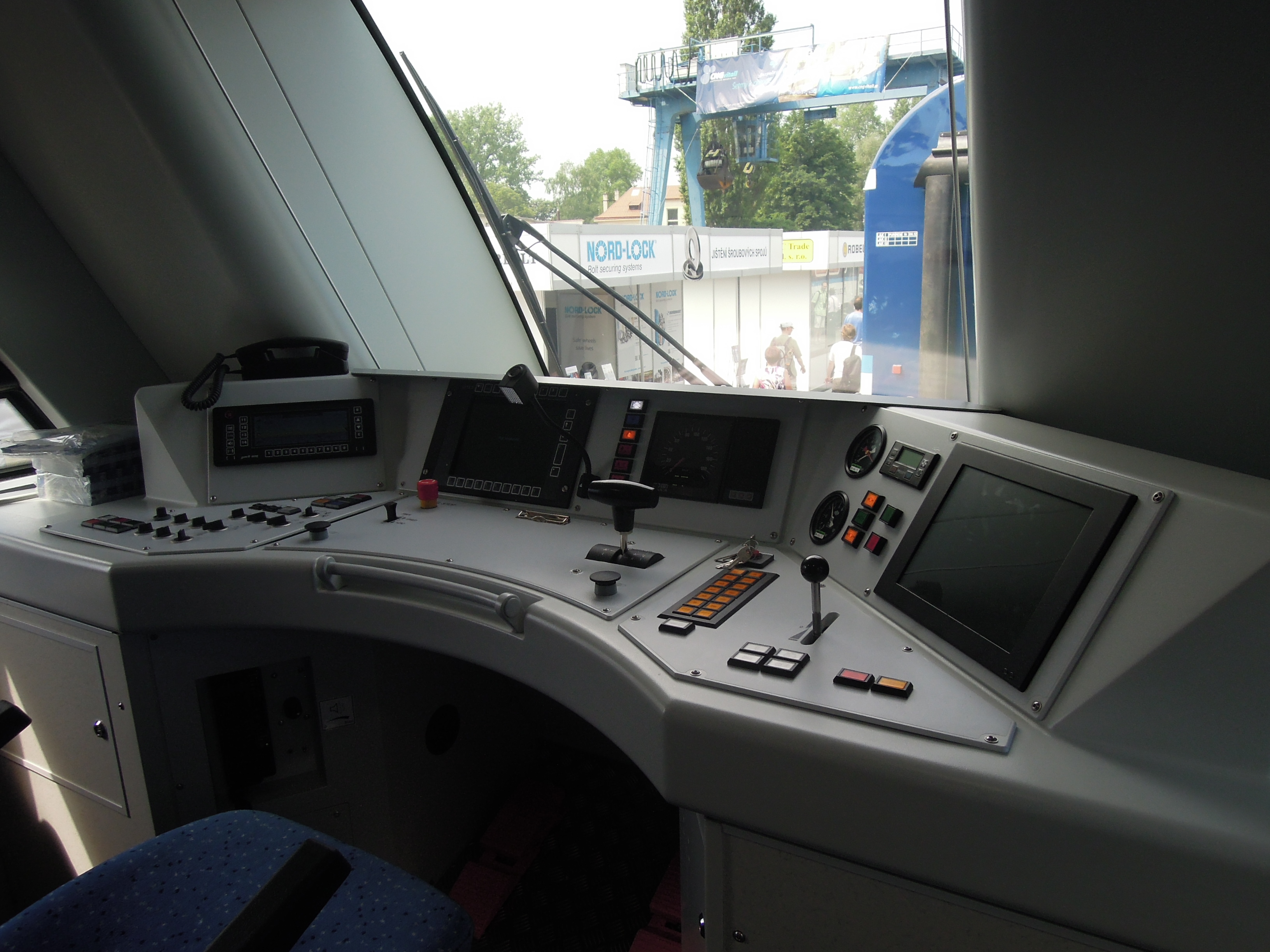
A motorvonat vezérállása

## Fordítás
- Ez a szócikk részben vagy egészben  a   Motorová jednotka 861 című szlovák Wikipédia-szócikk ezen változatának fordításán alapul.  Az eredeti cikk szerkesztőit annak laptörténete sorolja fel. Ez a jelzés csupán a megfogalmazás eredetét és a szerzői jogokat jelzi, nem szolgál a cikkben szereplő információk forrásmegjelöléseként.